# Valeri Iesipov
Valeri Viatcheslavovitch Iesipov (en russe : Валерий Вячеславович Есипов) est un footballeur international russe né le 4 octobre 1971 à Chtchigry devenu entraîneur.

## Biographie

### Carrière de joueur
Formé à Koursk, c'est dans cette ville qu'Iesipov fait ses débuts professionnels en 1988 sous les couleurs de l'Avangard en troisième division soviétique. Il y évolue par la suite jusqu'en 1991, disputant 113 matchs pour 27 buts marqués. Rejoignant ensuite le Fakel Voronej en deuxième division, la fin des championnats soviétique et l'organisation des nouvelles divisions russes en début d'année 1992 voit le club accéder directement à la première division. Après avoir joué quatre matchs lors de la première moitié de saison, il rejoint durant l'été l'équipe ukrainienne du Dynamo Kiev sans l'autorisation préalable des dirigeants du Fakel. Il y dispute par la suite sept rencontres avant que son transfert ne soit annulé par l'UEFA, ce qui l'oblige à s'en aller sous peine d'être suspendu des terrains. Il rejoint par la suite le Rotor Volgograd à l'automne,.
S'y imposant rapidement comme titulaire, Iesipov demeure à Volgograd pendant treize saisons et devient en compagnie d'Oleg Veretennikov et Vladimir Niederhaus l'une des principales figure de l'âge d'or du club au cours des années 1990, qui le voit notamment finir deux fois vice-champion de Russie en 1993 et 1997 ainsi qu'atteindre la finale de Coupe de Russie en 1995 et participer plusieurs fois à la Coupe UEFA. Il joue en tout 401 matchs sous les couleurs du Rotor pour 95 buts marqués entre 1992 et 2004. Il quitte finalement le club après sa relégation à l'issue de la saison 2004.
Rejoignant le Saturn Ramenskoïe l'année suivante, il est régulièrement titularisé lors de sa première saison, aidant ainsi le club à se maintenir, avant d'être de moins en moins utilisé lors des deux saisons qui suivent, jouant seulement quatorze matchs entre 2006 et 2007. Iesipov met finalement un terme à sa carrière de joueur à l'âge de 36 ans à la fin de l'année 2007, finissant sur un total de 390 matchs en première division russe, ce qui a longtemps constitué le record de la compétition.

### Carrière internationale
Sélectionné à onze reprises avec les espoirs russes sous Leonid Pakhomov, Iesipov prend notamment part à l'Euro espoirs de 1994, où il participe activement aux matchs de qualification, inscrivant notamment un triplé contre le Luxembourg, ainsi qu'un but lors de la double confrontation en quarts de finale contre la France, qui débouche cependant sur l'élimination des siens,.
Avec la sélection A, il est appelé pour la première fois par Oleg Romantsev en août 1994 dans le cadre d'un match amical contre l'Autriche, où il est titularisé avant d'être sorti à la fin de la première mi-temps. Il n'est rappelé à nouveau que trois années plus tard en juin 1997 par Boris Ignatiev, rentrant en fin de match face à l'Israël lors des éliminatoires de la Coupe du monde 1998. Il joue par la suite deux nouveaux matchs amicaux en 1998 face à l'Espagne puis le Brésil. Iesipov connaît sa dernière sélection officielle en septembre 2003, étant titularisé pour un match de qualification à l'Euro 2004 face à l'Irlande avant de sortir dès la demi-heure de jeu. Il dispute par la suite un dernier match amical en février 2004 face à l'équipe japonaise olympique, qui n'est pas officiellement décompté par la FIFA.

### Carrière d'entraîneur
Peu après la fin de sa carrière de joueur, Iesipov est engagé par l'Avangard Koursk en tant qu'entraîneur principal en début d'année 2008. Sous ses ordres, l'équipe termine dans un premier temps deuxième du groupe Centre de la troisième division avant de l'emporter l'année suivante pour être promu au deuxième échelon. Après un début de saison 2010 compliqué voyant l'Avangard se classer avant-dernier au bout de vingt-trois journées, il est démis de ses fonctions à la mi-août 2010. Il intègre par la suite brièvement l'encadrement technique du Rotor Volgograd pour la fin d'année.
En février 2012, il est nommé à la tête du Sever Mourmansk où il reste jusqu'au mois d'août 2013, s'en allant sur une neuvième place dans le groupe Ouest de troisième division en 2012-2013. Il reprend du service en juin 2015 en devenant l'entraîneur du FK Tambov avec l'objectif de le promouvoir en deuxième division, ce qui est chose faite à la fin de l'exercice 2015-2016 avec une large victoire dans le groupe Centre. Il quitte cependant le club au milieu du mois d'août peu après le début de la saison suivante, alors que celui-ci se classe à la quinzième place après neuf journées de championnat.
Iesipov devient l'année suivante entraîneur principal du Rotor Volgograd au mois de juin 2017, à l'occasion de la remontée du club en deuxième division pour la saison 2017-2018. L'équipe connaît cependant un très mauvais début de championnat le voyant se classer dernier après dix-huit journées, amenant à son remplacement par Sergueï Pavlov dès la mi-octobre.
Passant ensuite plusieurs années sans entraîneur, Iesipov dirige l'équipe criméenne du Kafa Feodosia entre août 2020 et janvier 2021 avant de prendre la tête du Saliout Belgorod à la fin du mois de mars 2021. Il y termine par la suite quatrième du troisième groupe du troisième échelon avant de quitter ses fonctions à la fin du mois de juin suivant.

## Statistiques
| Saison                | Club                  | Championnat           | Championnat | Championnat | Coupe(s) nationale(s) | Coupe(s) nationale(s) | Compétition(s) continentale(s) | Compétition(s) continentale(s) | Compétition(s) continentale(s) | Total | Total |
| Saison                | Club                  | Division              | M.          | B.          | M.                    | B.                    | Comp.                          | M.                             | B.                             | M.    | B.    |
| 1988                  | Avangard Koursk       | D3                    | 8           | 1           | -                     | -                     | -                              | -                              | -                              | 8     | 1     |
| 1989                  | Avangard Koursk       | D3                    | 40          | 5           | 3                     | 0                     | -                              | -                              | -                              | 43    | 5     |
| 1990                  | Avangard Koursk       | D4                    | 31          | 8           | -                     | -                     | -                              | -                              | -                              | 31    | 8     |
| 1991                  | Avangard Koursk       | D4                    | 31          | 13          | -                     | -                     | -                              | -                              | -                              | 31    | 13    |
| Sous-total            | Sous-total            | Sous-total            | 110         | 27          | 3                     | 0                     | -                              | -                              | -                              | 113   | 27    |
| 1991                  | Fakel Voronej         | D2                    | 6           | 3           | -                     | -                     | -                              | -                              | -                              | 6     | 3     |
| 1992                  | Fakel Voronej         | D1                    | 4           | 0           | -                     | -                     | -                              | -                              | -                              | 4     | 0     |
| Sous-total            | Sous-total            | Sous-total            | 10          | 3           | -                     | -                     | -                              | -                              | -                              | 10    | 3     |
| 1992                  | Dynamo Kiev (prêt)    | D1                    | 6           | 0           | 1                     | 1                     | -                              | -                              | -                              | 7     | 1     |
| Sous-total            | Sous-total            | Sous-total            | 6           | 0           | 1                     | 1                     | -                              | -                              | -                              | 7     | 1     |
| 1992                  | Rotor Volgograd       | D1                    | 11          | 0           | 1                     | 0                     | -                              | -                              | -                              | 12    | 0     |
| 1993                  | Rotor Volgograd       | D1                    | 31          | 8           | 2                     | 0                     | -                              | -                              | -                              | 33    | 8     |
| 1994                  | Rotor Volgograd       | D1                    | 29          | 4           | 3                     | 0                     | C3                             | 2                              | 0                              | 34    | 4     |
| 1995                  | Rotor Volgograd       | D1                    | 25          | 2           | 4                     | 2                     | C3                             | 4                              | 0                              | 33    | 4     |
| 1996                  | Rotor Volgograd       | D1                    | 33          | 1           | 2                     | 0                     | CI                             | 6                              | 1                              | 41    | 2     |
| 1997                  | Rotor Volgograd       | D1                    | 32          | 3           | 3                     | 0                     | C3                             | 5                              | 0                              | 40    | 3     |
| 1998                  | Rotor Volgograd       | D1                    | 28          | 11          | 4                     | 0                     | C3                             | 2                              | 0                              | 34    | 11    |
| 1999                  | Rotor Volgograd       | D1                    | 21          | 6           | 3                     | 2                     | -                              | -                              | -                              | 24    | 8     |
| 2000                  | Rotor Volgograd       | D1                    | 25          | 8           | 2                     | 0                     | -                              | -                              | -                              | 27    | 8     |
| 2001                  | Rotor Volgograd       | D1                    | 28          | 11          | 1                     | 1                     | -                              | -                              | -                              | 29    | 12    |
| 2002                  | Rotor Volgograd       | D1                    | 29          | 7           | 1                     | 0                     | -                              | -                              | -                              | 30    | 7     |
| 2003                  | Rotor Volgograd       | D1                    | 29          | 13          | 4                     | 4                     | -                              | -                              | -                              | 33    | 17    |
| 2004                  | Rotor Volgograd       | D1                    | 28          | 10          | 3                     | 1                     | -                              | -                              | -                              | 31    | 11    |
| Sous-total            | Sous-total            | Sous-total            | 349         | 84          | 33                    | 10                    | -                              | 19                             | 1                              | 401   | 95    |
| 2005                  | Saturn Ramenskoïe     | D1                    | 26          | 4           | 3                     | 1                     | -                              | -                              | -                              | 29    | 5     |
| 2006                  | Saturn Ramenskoïe     | D1                    | 9           | 0           | 2                     | 2                     | -                              | -                              | -                              | 11    | 2     |
| 2007                  | Saturn Ramenskoïe     | D1                    | 2           | 0           | 1                     | 0                     | -                              | -                              | -                              | 3     | 0     |
| Sous-total            | Sous-total            | Sous-total            | 37          | 4           | 6                     | 3                     | -                              | -                              | -                              | 43    | 7     |
| Total sur la carrière | Total sur la carrière | Total sur la carrière | 512         | 118         | 42                    | 13                    | -                              | 19                             | 1                              | 573   | 132   |